# Stanisław Trondowski
Stanisław Julian Kazimierz Trondowski ps. „Grzmot 2", „Krakus 2, vel Twardowicz| (ur. 2 kwietnia 1909 w Nisku, zm. 11 kwietnia 1982 w Warszawie) – major piechoty Wojska Polskiego i Armii Krajowej, dowódca 82 Pułku Piechoty 30 Poleskiej Dywizji Piechoty AK, uczestnik kampanii wrześniowej, libijskiej, walk pod Tobrukiem, więzień NKWD, sowieckich łagrów, cichociemny. Znajomość języków: niemiecki. Zwykły Znak Spadochronowy nr 0289, Bojowy Znak Spadochronowy nr 1619.

## Życiorys
Uczył się w szkole powszechnej w Nisku, następnie w Gimnazjum im. Stefana Czarnieckiego w Nisku, w 1928 zdał egzamin dojrzałości. Od 1929  słuchacz Szkoły Podchorążych Piechoty w Ostrowi Mazowieckiej-Komorowie. Po jej ukończeniu, 7 sierpnia 1932 Prezydent RP Ignacy Mościcki awansował go na stopień podporucznika ze starszeństwem od 15 sierpnia 1932 i 376. lokatą w korpusie oficerów piechoty.
Przydzielony jako dowódca plutonu 39 Pułku Piechoty Strzelców Lwowskich w Jarosławiu. Awansowany na stopień porucznika  ze starszeństwem od 1 stycznia 1936 i 77. lokatą w korpusie oficerów piechoty, mianowany dowódcą 2 kompanii karabinów maszynowych. Od wiosny 1939 adiutant 1 batalionu 39 Pułku Piechoty Strzelców Lwowskich  24 Dywizji Piechoty w Lubaczowie.
W kampanii wrześniowej 1939 jako dowódca 2 kompanii karabinów maszynowych. 11 września ciężko ranny w obie nogi, od postrzału z ckmpod Jawornikiem Ruskim, do 25 września w szpitalu w Przemyślu, od 2 do 25 października w Powszechnym Szpitalu w Jarosławiu, poddany operacji prawego uda.
17 kwietnia 1940 przekroczył granicę ze Słowacją, następnie z Węgrami, internowany.  10 czerwca 1940 wyruszył do Armii Polskiej gen. Andersa, przez Jugosławię, Grecję, Turcję, Syrię dotarł 1 lipca 1940  do Palestyny. 2 lipca 1940 wstąpił do Polskich Sił Zbrojnych pod dowództwem brytyjskim, od 12 lipca przydzielony jako dowódca kompanii szkolnej 1 Pułku Strzelców Karpackich, następnie do 28 marca 1941 dowódca 4 kompanii strzeleckiej Samodzielnej Brygady Strzelców Karpackich. Awansowany na stopień kapitana ze starszeństwem od 11 listopada 1940.   
Od 29 marca 1941 dowódca 3 kompanii 1 batalionu SBSK, wraz z jednostką uczestniczył od sierpnia do listopada 1941 w  bitwie o Tobruk, następnie w natarciach pod Gzalą, Bengazi oraz w okupacji Cyrenajki. 15 grudnia lekko ranny w lewą rękę. Za udział w kampanii libijskiej (bitwa pod El-Gazalla) odznaczony Virtuti Militari. Od 24 lutego 1943 dowódca kompanii dowodzenia Samodzielnej Brygady Strzelców Karpackich, następnie do 31 sierpnia 1943  oficer Komendy Rejonu Etapowego Egipt.
Zgłosił się do służby w kraju, przeszkolony ze specjalnością w dywersji, na kursach specjalnych dla kandydatów na cichociemnych, m.in. dowódców kompanii przeciwpancernych,  sabotażowym (Haifa), spadochronowym, odprawowym (Ośrodek Wyszkolenia nr 10, Ostuni) i in. Zaprzysiężony na rotę ZWZ/AK 14 lutego 1944 w Ostuni, od 25 lutego 1944 przydzielony do Oddziału Personalnego Sztabu Naczelnego Wodza, awansowany na stopień majora 18 czerwca 1944  ze starszeństwem od 31 maja 1944.
Skoczył ze spadochronem do okupowanej Polski w nocy 30/31 maja 1944 w sezonie operacyjnym „Riposta”, w operacji lotniczej „Weller 30” (ekipa skoczków nr: LVI), z samolotu Halifax JP-222 „E” (1586 Eskadra PAF), na placówkę odbiorczą „Paszkot 1" 106 (kryptonim polski, brytyjskie oznaczenie numerowe pinpoints), w okolicach miejscowości Żołynia, 7 km od Łańcuta. Dotąd sądzono, że zrzut nastąpił w rejonie miejscowości Rakszawa, dzięki nowym ustaleniom wiadomo, że zrzutu dokonano w rejonie miejscowości Żołynia. Razem z nim skoczyli Cichociemni: mjr Adolf Łojkiewicz ps. Ryś, ppor. Maksymilian Klinicki ps. Wierzba 2, por. Karol Pentz ps. Skała 2, ppor. Feliks Perekładowski ps. Przyjaciel 2, ppor. Tadeusz Tomaszewski ps. Wąwóz. Zrzucono sześciu skoczków, dwanaście zasobników oraz cztery paczki w pięciu nalotach na placówkę odbiorczą od godz. 00.32 do 00.47.
Po aklimatyzacji do realiów okupacyjnych w Warszawie przydzielony do Okręgu Polesie AK jako dowódca 82 Pułku Piechoty 30 Dywizji Piechoty AK. Do końca lipca 1944  82 Pułk Piechoty operował w sile ok. tysiąca żołnierzy w 7 kompaniach, w rejonie Puszczy Białowieskiej, w Lasach Nurzeckich, w rejonie miasta Wilanowo. Pułk prowadził walki z Niemcami na tyłach frontu niemiecko-sowieckiego, wyróżnił się m.in. udaną zasadzką na kolumnę Wehrmachtu na szosie Wysokie Litewskie-Warszawa.
Po sowieckim ultimatum z dowództwa 65 Armii Sowieckiej, zdemobilizował część żołnierzy, 31 lipca wraz z ok. 200 partyzantami dotarł do Hajnówki, od 4 sierpnia 1944 wraz ze zgrupowaniem 30 Poleskiej Dywizji Piechoty AK, w sile ok. 1,5 tys. żołnierzy, dotarł do Białej Podlaskiej. Na rozkaz dowódcy dywizji, cichociemnego ppłk Henryka Krajewskiego ps. Leśny, podzielono  żołnierzy zgrupowania na 8 grup. Jako dowódca jednej z nich 18 sierpnia dotarł w pobliże Otwocka. 19 sierpnia rozbrojony przez Sowietów we wsi Siwianka, przewieziony do miejscowości Dębe Wielkie, następnie konwojowany do Brześcia nad Bugiem.
12 maja 1945 aresztowany przez NKWD, 10 czerwca 1946 skazany przez „Kolegium Specjalne” przy MWD ZSRR na pięć lat łagrów. Za podjęcie próby ucieczki 28/29 sierpnia 1947 skazany przez sąd specjalny TIEMłagu MWD na 25 lat obozu pracy. Więziony w łagrach: nr 178 w Riazaniu (Riazańska oblast), w kompleksie łagrów (TIEMłag ASRR, rep. Mordowia), ustwinowskim „obozie pracy poprawczej” (USWITłag), w Dubrowłagu, w łagrze ne 280 (doniecka obłast). 15 lipca 1956 postanowieniem komisji Prezydium Rady Najwyższej ZSRR wyrok obniżono do faktycznie odbytego, 19 sierpnia 1956 zwolniony z zesłania. Wyjechał do Możajska, po wielu staraniach otrzymał polski paszport. W sowieckich więzieniach i łagrach spędził w sumie 12 lat, do kraju wrócił dopiero 23 października 1956. 
Po powrocie z zesłania zamieszkał w Warszawie, od 1957 podjął pracę jako kierownik Przychodni Zdrowia ZZG „Inco-Veritas” w Warszawie przy ul. Żurawiej 24 oraz kierownik administracyjny Liceum im. św Augustyna w Warszawie, w 1975 przeszedł na emeryturę. Zmarł 11 kwietnia 1982 w Warszawie, pochowany na cmentarzu Powązki Wojskowe w Warszawie  - kwatera D14-2-22.

## Awanse
- podporucznik – ze starszeństwem od 15 sierpnia 1932
- porucznik – ze starszeństwem od 1 stycznia 1936
- kapitan – ze starszeństwem od 11 listopada 1940
- major – 31 maja 1944

## Ordery i odznaczenia
- Krzyż Srebrny Orderu Virtuti Militari – 1941
- Krzyż Walecznych